# Tore Ollonberg
Tore Olofsson Ollonberg, tidigare Olofsson, född 3 januari 1611 i Göteborg, död 1 december 1690 i Fuxerna församling, var en svensk ämbetsman.

## Biografi
Tore Ollonberg föddes 1611 i Göteborg. Han var son till handelsmannen Olof Toresson och Cecilia Andersdotter Bange. Ollonberg arbetade som hauptman i Läckö grevskap åt generalfältherren Jakob De la Gardie. 1642 arrenderade han Kållands härad och Kinne härad av kronan. Han alades 15 januari 1648 till Ollonberg och introducerades i Sveriges riddarhus som nummer 416. Ollonberg blev 4 oktober 1653 hauptman på Läckö slott åt greve Magnus Gabriel De la Gardie och var från 8 september 1654 hauptman och häradshövding över Läckö grevskap och Lidköping. Han kallades häradshövding över Skaraborgs län. Ollonberg avled 1690 på Haneström i Fuxerna församling och begravdes i Råda kyrka, där hans vapen sattes upp.
Ollonberg ägde gården Haneström i Fuxerna socken.

### Familj
Ollonberg var första gången gift med en dotter till borgmästaren Asmund Olofsson Liedberg och Anna Pedersdotter i Lidköping. De fick tillsammans sonen häradshövdingen Anders Ollonberg (1636–1694) i Läckö grevskap.
Ollonberg gifte sig andra gången med Brita Silfverlåås. Hon var dotter till borgmästaren Hans Silfverlåås och Helena Nilsdotter i Kalmar. De fick tillsammans sonen vice häradshövdingen Olof Jakob Ollonberg (1676–1704).
Ollonberg gifte sig tredje gången 1674 med Elisabet Brand. Hon var dotter till köpmannen Johan Brand i Göteborg. De fick tillsammans sonen Carl Ollonberg (1677–1745). Efter Ollonbergs död gifte Elisabet Brand om sig med häradshövdingen Johan Leijonbielke.